# A Silent Voice
Pour le film d’animation adapté du manga, voir Silent Voice.
Autre
A Silent Voice (聲の形, Koe no katachi, litt. « La Forme de la voix ») est un shōnen manga de Yoshitoki Ōima, prépublié dans le magazine Weekly Shōnen Magazine de l'éditeur Kōdansha entre août 2013 et novembre 2014 et publié en sept volumes reliés sortis entre novembre 2013 et décembre 2014. La version française est éditée par Ki-oon entre janvier 2015 et avril 2016.
Une adaptation en film d'animation par Kyoto Animation est sortie sous le titre Silent Voice en septembre 2016.

## Synopsis

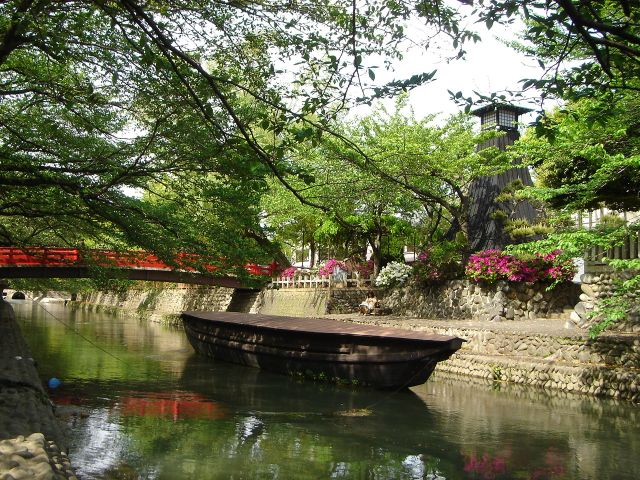
Port fluvial de Funamachi à Ōgaki.

Shoya Ishida, habitant à Ōgaki dans la préfecture de Gifu, vit en combattant l'ennui par les jeux les plus insensés qui lui viennent à l'esprit. Un jour, Shoko Nishimiya rejoint sa classe d'école primaire et essaie de s'y faire une place, mais cette dernière est atteinte de surdité et va causer quelques soucis à ses camarades, ce qui va permettre au jeune Shoya de s'occuper en profitant des faiblesses de celle-ci. Mais tout cet amusement se retournera contre lui. Une fois lycéen, Shoya, qui décide de revoir une dernière fois Shoko pour s'excuser, va finalement se rapprocher d'elle à travers la langue des signes.

## Analyse
Yoshitoki Ōima a été aidée de sa mère, interprète en langue des signes, afin de transposer les échanges signés des personnages en images.

## Personnages
Shoya Ishida (石田 将也, Ishida Shōya)
Personnage principal du manga au tempérament casse-cou et enfantin, il est le premier élève à se moquer de Shoko et prend plaisir à l'humilier et la frapper. Néanmoins, à la suite de l'intervention du directeur, il sera considéré comme seul responsable de ce harcèlement et sera à son tour martyrisé. Il aide ensuite Shoko avec de mauvaises intentions, se battra avec elle et la fera changer d'établissement : pour cette raison, toute la classe se retourne contre lui, bien qu'elle soit aussi fautive, et se met à l'intimider à son tour. Cinq ans plus tard, alors que l'intimidation l'a suivi jusque-là, il s'apprête à se suicider après s'être excusé auprès de Shoko, mais un retournement de situation lui interdit de finir son geste. Commence alors un long chemin vers la rédemption, semée de doutes et de traumatismes du passé…
De son point de vue, tout le monde est masqué par une croix (X) sur leur visage, représentant leur banalité et/ou son indifférence à leur égard, représentant le fait qu’il ne les regarde plus dans les yeux par peur : seuls ceux qui comptent pour lui ont le visage dévoilé. Son caractère a radicalement changé, d’extraverti à introverti, il n’est plus un casse-cou, mais une personne calme parlant à voix basse et posément qui plus est constamment courbé. Il est possible qu'une personne dévoile son visage, puis que cette croix revienne à la suite d'un évènement.
Shoko Nishimiya (西宮 硝子, Nishimiya Shōko)
Shoko est malentendante. Elle change d'école en CM2 car ses camarades l'embêtaient. Malheureusement, ses nouveaux camarades ne sont pas très différents des anciens. Shoya lui casse ses appareils auditifs. « Je sais pourquoi Shoko est sourde : c'est parce qu'elle ne s'est pas bien lavé les oreilles ! » Un jour, elle se bat avec lui. Quand elle rentre chez elle, le soir, elle dit à sa sœur qu'elle veut mourir.
Dans le troisième volume, chapitre vingt-trois, intitulé Lune, Shoko a tenté de faire sa déclaration sans utiliser la langue des signes à Shoya en lui criant « suki (好き) » qui se traduit par « je t'aime » en japonais. Ce qu'elle prononce porte à confusion en raison de son problème pour articuler correctement et Shoya comprend « tsuki (月) » qui se traduit par « lune » en japonais. Shoya regarde le ciel pour apercevoir la lune et répond : « Elle est belle, n'est-elle pas ? » Confuse et embarrassée face à sa réaction, Shoko prend la fuite.
Naoka Ueno (植野 直花, Ueno Naoka)
Naoka a toujours détesté Shoko. D'abord parce qu'elle pense (à juste titre !) que Shoko est amoureuse de Shoya, ensuite parce qu'elle s'excuse tout le temps. Naoka déteste les gens qui s'excusent. « C'est comme si on ne s'acceptait pas, et moi je ne m'excuserai pas car finalement, je n'ai aucun regret. » Elle est elle aussi amoureuse de Shoya. Elle lui donne une lettre sur laquelle est écrit « J'ai toujours été amoureuse de toi ». Malheureusement pour elle, le mot est donné à Tomohiro…
Miki Kawai (川井 みき, Kawai Miki)
Miki est une élève modèle, elle a toujours été déléguée de classe. Elle est intelligente, mais en CM2, elle riait aux blagues de Shoya qui se moquait de Shoko. Elle prétend regretter de ne pas avoir aidé la jeune sourde. Quand elle fait remarquer à Naoka qu'elle n'a aucun regret, celle-ci lui répond : « Nous ne sommes pas de la même espèce, moi j'agis et toi tu te contentes de regarder en rigolant. » Traître, elle modifie la vérité afin de s'exclure des intimidateurs et mettre toute la faute sur Shoya. Elle semble être attirée par Mashiba et change d'aspect physique pour paraître plus jolie.
Miyoko Sahara (佐原 みよこ, Sahara Miyoko)
En CM2, Miyoko décide d'aider Shoko en apprenant la langue des signes. « Comme ça, les autres n'auront pas à se forcer. » Mais elle est insultée par Naoka, qui prétend qu'elle le fait juste pour se rendre intéressante. Miyoko ne va plus à l'école et au collège, elle reste à l'infirmerie et y apprend la langue des signes. Quand elle retrouve Shoko, elle s'excuse et lui demande d'accepter de tout recommencer à zéro.
Yuzuru Nishimiya (西宮 結絃, Nishimiya Yuzuru)
Petite sœur de Shoko. Elle se fait passer pour un garçon, et même pour le petit ami de Shoko, afin de la défendre. Elle est passionnée par la photographie, on la voit souvent prendre des cadavres d'animaux en photo, mais plus tard il est révélé qu'en fait les photographies servent à faire peur à Shoko pour la convaincre de ne pas mettre fin à ses jours. Au début du manga, elle déteste Shoya et écrit un article sur lui. Puis au fur et à mesure, elle comprend que Shoya est important aux yeux de Shoko et l'apprécie plus.
Tomohiro Nagatsuka (永束 友宏, Nagatsuka Tomohiro)
Tomohiro devient ami avec Shoya, qu'il surnomme Yasho, lorsque celui-ci se fait voler son vélo. Il le retrouve dans un champ et le ramène à son propriétaire. Il souhaite réaliser un film et propose à Shoya de l'aider en allant demander à des gens de les rejoindre. Shoya lui dit qu'il n'a pas d'amis mais Tomohiro réussi quand même à réunir des lycéens.
Satoshi Mashiba (真柴 智, Mashiba Satoshi)
Satoshi est dans le même lycée que Shoya. Il comprend ce que ressentait Shoko car il semble que lui aussi était victime d'insultes. Un jour, Shoya lui dit que c'est lui qui frappait et insultait Shoko, puis il ajoute qu'il peut le frapper. Satoshi le frappe sans vraiment réfléchir. Par la suite, il regrette son geste.
Mère de Shoko et Yuzuru (硝子の母, Shōko no haha)
La mère de Shoko et Yuzuru ne semble pas comprendre ce que ressentent ses filles, d'après Yuzuru. Il semble qu'elle ne pardonnera jamais à Shoya son comportement en CM2.
Grand-mère de Shoko et Yuzuru (硝子の祖母, Shōko no sobo)
Elle est le pilier central de la famille Nishimiya. Toujours agréable et optimiste, elle représente une personne de confiance et de sagesse.
Mère de Shoya (将也の母, Shōya no haha)
La mère célibataire aimable et affectueuse de Shōya et de sa sœur aînée qui possède un salon de coiffure.
Kazuki Shimada (島田 一旗, Shimada Kazuki)
Le meilleur ami de Shōya à l'école primaire.
Takeuchi (竹内)
Le professeur de Shōya à l'école primaire.
Maria Ishida (石田 マリア, Ishida Maria)
Nièce de Shoya.

## Manga
A Silent Voice est à l'origine un one shot de Yoshitoki Ōima publié le 8 janvier 2011 dans le magazine Bessatsu Shōnen Magazine. La publication sous forme de série a débuté le 7 août 2013 dans le magazine Weekly Shōnen Magazine. Le premier volume relié est publié par Kōdansha le 15 novembre 2013. Le dernier chapitre est publié le 19 novembre 2014 pour mener la série à un total de sept tomes.

Logo japonais du manga

La version française est publiée par Ki-oon à partir de janvier 2015. La série est également publiée en version numérique en anglais par Crunchyroll.

### Liste des volumes
| no | Japonais         | Japonais          | Français        | Français          |
| no | Date de sortie   | ISBN              | Date de sortie  | ISBN              |
| --- | ---------------- | ----------------- | --------------- | ----------------- |
| 1 | 15 novembre 2013 | 978-4-06-394973-5 | 22 janvier 2015 | 978-2-35592-771-3 |
| Liste des chapitres : - Chapitre 1 : Shoya Ishida (石田将也, Ishida Shōya) - Chapitre bonus : Sept mois plus tôt (番外編 7か月前, Bangai-hen 7-kagetsu Mae) - Chapitre 2 : C'est la vie (仕方の無いこと, Shikata no Nai koto) - Chapitre 3 : Ha ha ha ha ha ! (Hahahahaha, ははははは) - Chapitre 4 : Shoko Nishimiya (クソったれ西宮, Kusottare Nishimiya) - Chapitre 5 : L'enfer, c'est les autres (拒絶人間, Kyozetsu Ningen) |                  |                   |                 |                   |
| 2 | 17 janvier 2014  | 978-4-06-395004-5 | 12 mars 2015    | 978-2-35592-794-2 |
| Liste des chapitres : - Chapitre 6 : Pourquoi ? (どうして, Dōshite) - Chapitre 7 : J'avais perdu espoir (諦めたけど, Akirametakedo) - Chapitre 8 : L'Amitié… (友達って, Tomodachi tte) - Chapitre 9 : Ça se mérite (会う資格, Au Shikaku) - Chapitre 10 : Tant mieux pour elle (よかったよかった, Yokatta yokatta) - Chapitre 11 : Une bonne fois pour toutes (そんな顔, Sonna Kao) - Chapitre 12 : Entre sœurs (姉ちゃん, Nēchan) - Chapitre 13 : Quoi que tu fasses (あがき, Agaki) - Chapitre 14 : Yuzuru Nishimiya (西宮結絃, Nishimiya Yuzuru)                                                                       |                  |                   |                 |                   |
| 3 | 17 mars 2014     | 978-4-06-395036-6 | 21 mai 2015     | 978-2-35592-822-2 |
| Liste des chapitres : - Chapitre 15 : Chaud au cœur (嬉しいこと, Ureshīkoto) - Chapitre 16 : À la recherche du temps perdu (奪ったもの, Ubatta mono) - Chapitre 17 : Plus que moi (意味のある存在, Iminoaru Sonzai) - Chapitre 18 : Je m'en balance ! (全然興味ない, Zenzen Kyōminai) - Chapitre 19 : Ce que pensent (vraiment) les chats (猫の気持ち, Nekonokimochi) - Chapitre 20 : Sans raison (理由, Riyū) - Chapitre 21 : Faux amis (友達ごっこ, Tomodachi-gokko) - Chapitre 22 : J'ai besoin de savoir (知りたい, Shiritai) - Chapitre 23 : La Lune (月, Tsuki)                                                     |                  |                   |                 |                   |
| 4 | 17 juin 2014     | 978-4-06-395111-0 | 2 juillet 2015  | 978-2-35592-839-0 |
| Liste des chapitres : - Chapitre 24 : Changements (変化, Henka) - Chapitre 25 : Et si… (気のせい, Ki no Sei) - Chapitre 26 : Du pareil au même (似たもの同士, Nitamonodōshi) - Chapitre 27 : Je te déteste ! (嫌い, Kirai) - Chapitre 28 : La Réponse (返信, Henshin) - Chapitre 29 : Grand-mère (ばーちゃん, Bāchan) - Chapitre 30 : Un peu de soutien (支え, Sasae) - Chapitre 31 : La Lettre (手紙, Tegami) - Chapitre 32 : Édulcorant (ガムシロ, Gamushiro) - Chapitre bonus : Entre sœurs (番外編 姉妹, Bangai-hen Shimai)                                                                                           |                  |                   |                 |                   |
| 5 | 16 août 2014     | 978-4-06-395165-3 | 8 octobre 2015  | 978-2-35592-865-9 |
| Liste des chapitres : - Chapitre 33 : Big Friend "N" (ビッグフレンド“N”, Biggu Furendo “N”) - Chapitre 34 : Je ne veux pas y aller ! (行きたくない, Ikitakunai) - Chapitre 35 : Quelqu'un de bien (立派な, Rippana) - Chapitre 36 : J'aurai voulu… (欲しかったもの, Hoshikatta mono) - Chapitre 37 : Pour toujours (このままずっと, Kono mama zutto) - Chapitre 38 : Doutes (疑心暗鬼, Gishin Anki) - Chapitre 39 : Des étrangers, après tout (所詮 他人, Shosen Tanin) - Chapitre 40 : Un faux rendez-vous (デートごっこ, Dēto-gokko) - Chapitre 41 : Tous (みんな, Minna) - Chapitre 42 : Feu d'artifice (花火, Hanabi) |                  |                   |                 |                   |
| 6 | 17 octobre 2014  | 978-4-06-395221-6 | 14 janvier 2016 | 978-2-35592-908-3 |
| Liste des chapitres : - Chapitre 43 : Test de courage (度胸試し, Dokyōdameshi) - Chapitre 44 : Une plaie (害悪, Gaiaku) - Chapitre 45 : Tout ça pour rien ? (無駄だった, Mudadatta?) - Chapitre 46 : Tomohiro Nagatsuka (永束友宏, Nagatsuka Tomohiro) - Chapitre 47 : Miyoko Sahara (佐原みよこ, Sahara Miyoko) - Chapitre 48 : Miki Kawai (川井みき, Kawai Miki) - Chapitre 49 : Satoshi Mashiba (真柴 智, Mashiba Satoshi) - Chapitre 50 : Naoka Ueno (植野直花, Ueno Noako) - Chapitre 51 : Shoko Nishimiya (西宮硝子, Nishimiya Shōkō) - Chapitre 52 : Le Silence (静寂, Shijima)                                    |                  |                   |                 |                   |
| 7 | 17 décembre 2014 | 978-4-06-395268-1 | 28 avril 2016   | 978-2-35592-932-8 |
| Liste des chapitres : - Chapitre 53 : Sur le pont (橋へ, Hashi e) - Chapitre 54 : À ta rencontre (君へ, Kimi e) - Chapitre 55 : Retour à la maison (帰宅, Kitaku) - Chapitre 56 : Retour au lycée (登校, Tōkō) - Chapitre 57 : Retrouvailles (さいかい, Saikai) - Chapitre 58 : Résultats (成果, Seika) - Chapitre 59 : Orientation (進路, Shinro) - Chapitre 60 : Devenir quelqu'un (何者, Nanimono) - Chapitre 61 : Après le lycée (卒業, Sotsugyō) - Épilogue : Le son de ta voix (聲の形, Koe no Katachi) |                  |                   |                 |                   |

## Film d'animation
Un projet d'adaptation en anime, annoncé dans le dernier chapitre du manga qui était publié dans le 51e numéro du Weekly Shōnen Magazine,, prend la forme d'un film d'animation. Ce dernier est réalisé au sein de Kyoto Animation par Naoko Yamada, sur un scénario de Reiko Yoshida, des character designs de Futoshi Nishiya et une bande originale composée par Kensuke Ushio et Pony Canyon,. La chanson thème du film, intitulée Koi wo Shita no wa (恋をしたのは), est chantée par aiko, tandis que My Generation du groupe de rock britannique The Who est utilisé pendant le générique d'introduction,. Le film est sorti le 17 septembre 2016 dans 120 salles au Japon,. Une sortie au cinéma en France est prévue le 22 août 2018 dans 75 salles sous le titre Silent Voice grâce à un projet de financement participatif sur le site KissKissBankBank qui a été mis en place pour permettre une sortie étendue à plus de salles (seulement une vingtaine de salles prévues à l'origine) et d'autres actions de sensibilisation sur les sujets mis en avant par le film. Une édition combo blu-ray/DVD est sortie le 23 janvier 2019 chez Kazé en VF et en VOSTFr.

## Réception
En France, Le Monde décrit la série comme « une histoire sur le handicap, la communication et l'ijime […] A Silent Voice décrit de façon crédible ce phénomène, en plus d'exposer un point de vue réaliste sur le handicap, froid et sans aucune condescendance ». Pour Coyote magazine, cette « œuvre au dessin très accrocheur lutte contre l'indifférence et les préjugés. Une lutte qui bouscule sans heurter, emballée qu'elle est dans un mélo de mœurs au réalisme somme toute romancé ».
Makoto Shinkai, le réalisateur de Your Name., a qualifié le film de « travail fantastique » et de « production élégante et grandiose » qu'il est même incapable de reproduire.
Le film a débuté à la 2e place du box-office japonais derrière Your Name. de Makoto Shinkai et a gagné un total de 283 millions de yens pour 200 000 entrées pour les deux premiers jours de sa sortie à travers les 120 salles au Japon. Après 12 jours d'exploitation au Japon, le film engendre plus d'un milliard de yens.

## Distinctions
En 2008, la série est élue « meilleur manga débutant » par le Weekly Shōnen Magazine. En 2014, elle est nommée pour le 38e prix du manga Kōdansha sans le remporter mais reçoit le « Natalie Grand Prix 2014 » décerné par des professionnels du milieu du manga.
En 2013, elle remporte la première place du prix des lecteurs du Bessatsu Shōnen Magazine.
En 2015, elle remporte le « Prix de la nouveauté » du 19e prix culturel Osamu Tezuka ainsi que le prix « Kono manga ga Sugoï » décerné par un public masculin. Elle est également nommée pour le prix Manga Taishō.
En 2016, elle est nommée dans les catégories « Prix du jury - meilleur scénario » et « Prix du Public - Meilleur shonen » des Japan Expo Awards. En avril 2016, la série a été nommée pour la catégorie « Meilleure édition américaine d'une œuvre internationale—Asie » des prix Eisner.
Pour la 40e édition des Japan Academy Prize, le long-métrage est nommé dans la catégorie « Meilleur animation de l'année » et lauréat dans celle d'« Excellente animation de l'année »,. Il obtient également le prix d’excellence dans la catégorie « Animation » au Japan Media Arts Festival,. Le film a aussi remporté le prix de la « Meilleure animation de l'année » à 26e édition des Japan Movie Critics Awards (ja), où la réalisatrice Naoko Yamada a également reçu des éloges pour son travail sur le film,. Au Festival international du film d'animation d'Annecy 2017, le film a été sélectionné comme l'un des neuf longs métrages en compétition.

### Édition japonaise
Kōdansha
1. 1 2  (ja) « Tome 1 »
2. 1 2  (ja) « Tome 2 »
3. 1 2  (ja) « Tome 3 »
4. 1 2  (ja) « Tome 4 »
5. 1 2  (ja) « Tome 5 »
6. 1 2  (ja) « Tome 6 »
7. 1 2  (ja) « Tome 7 »

### Édition française
Ki-oon
1. 1 2  (fr) « Tome 1 »
2. 1 2  (fr) « Tome 2 »
3. 1 2  (fr) « Tome 3 »
4. 1 2  (fr) « Tome 4 »
5. 1 2  (fr) « Tome 5 »
6. 1 2  (fr) « Tome 6 »
7. 1 2  (fr) « Tome 7 »